# アーウィン (カリフォルニア州)
アーウィン（英語: Irwin）は、アメリカ合衆国カリフォルニア州マーセド郡の非法人地域。名称は、創設者であるW.A.アーウィンにちなんでいる。
デルハイの西北西7.2km（4.5マイル）、ヒルマーの南1.6km（1マイル）に位置する。標高は30m（98フィート）。国勢調査指定地域は、ヒルマーと合わせてヒルマー＝アーウィンとして扱われている。
郵便局が1911年から1958年まで設置されていた。